# Horacio Fernández Inguanzo
Horacio Fernández Inguanzo, conocido como El Paisano, (Llanes, 8 de abril de 1911-Gijón, 21 de febrero de 1996) fue un histórico dirigente comunista español.

## Biografía
Este hijo de un maestro de escuela socialista participó ya desde joven en organizaciones políticas de izquierda. Al estallar la Guerra Civil entró en las milicias del Partido Comunista de España (PCE), en las que logró el rango de teniente de artillería. Al caer Asturias bajo el mando de las tropas sublevadas intentó marchar para Francia con su hermano, pero fue capturado en Tresviso y condenado a muerte. Primero fue enviado al campo de concentración de La Magdalena y más tarde al Colegio de los Escolapios, en Madrid. Debido a un error con su apellido logró permanecer un mes más en el colegio, lo que le sirvió para evitar la ejecución, ya que se cambió el criterio sobre las mismas. 
Al salir de la cárcel en 1943 regresó a Gijón. En sus años de presidio trabajó construyendo carreteras y la estación de ferrocarril de Santander. Fue detenido nuevamente en 1945 por sus actividades en contra del régimen franquista. En esta ocasión fue condenado a 14 años, aunque saldría en 1954. 
En 1958 pasó de nuevo a la clandestinidad y huyó a Francia usando documentos falsos. Allí conoció a Teresa Hoyos, con quien se casó en 1962. Durante su exilio viajó por numerosos países, alternándolo con entradas clandestinas en España. En una de esas entradas fue capturado en Mieres, en 1969. Permaneció detenido hasta la muerte de Franco —desde 1973 se encontraba bajo arresto domiciliario en Madrid, por motivos de salud— y la amnistía que decretó Adolfo Suárez en julio de 1976.
Después del polémico congreso de Perlora del Partido Comunista de Asturias en el que Vicente Álvarez Areces y otros miembros lo abandonaron pasó a ser el máximo dirigente del mismo. 
Fue diputado por el PCE en las dos primeras legislaturas de la democracia, llegando a recibir la Orden del Mérito Constitucional en 1997 a título póstumo.
En 1976, Víctor Manuel le dedicó la canción "El paisano", incluida en su álbum de estudio "10", publicado ese mismo año.